# Кронин, Сэм
Сэм Кронин (англ. Sam Cronin; 12 декабря 1986, Атланта, США) — американский футболист, полузащитник. Выступал за сборную США.

## Клубная карьера
Кронин начал карьеру, выступая за команду Университета Уэйк-Форест. Во время учёбы он выступал за клуб PDL «Каролина Динамо».
После окончания обучения он был выбран на драфте канадским «Торонто». 21 марта 2009 году в матче против «Канзас-Сити Уизардс» он дебютировал в MLS. 13 июня в поединке против «Нью-Йорк Ред Буллз» Сэм забил свой первый гол за «Торонто». В составе команды он дважды выиграл первенство Канады.
21 июня 2010 года Кронин перешёл в «Сан-Хосе Эртквейкс» за распределительные средства. 26 июня в матче против «Реал Солт-Лейк» он дебютировал за новую команду. 1 июля 2012 года в поединке против «Лос-Анджелес Гэлакси» Сэм забил свой первый гол за «Сан-Хосе». В том же году Кронин помог команде выиграть Supporters’ Shield.
19 января 2015 года Кронин был обменян в «Колорадо Рэпидз» на распределительные средства. За «Рэпидз» он дебютировал 20 марта 2015 года в матче против «Нью-Йорк Сити». 30 мая в матче против «Портленд Тимберс» он забил свой первый гол за «Колорадо». В июле Кронин был выбран для участия в матче всех звёзд MLS 2015 за сборную лиги против английского «Тоттенхэм Хотспур». В матче он вышел на поле после перерыва между таймами и 77-й минуте был заменён на Джози Алтидора. В начале сезона 2016 Кронин был выбран капитаном команды.
31 марта 2017 года «Колорадо Рэпидз» обменяли Кронина и Марка Бёрча в «Миннесоту Юнайтед» на Джоша Гэтта, Мохаммеда Саида и место иностранного игрока. За «гагар» Сэм дебютировал 8 апреля 2017 года в матче против «Далласа». Из-за травмы шеи, полученной на предсезонной подготовке, Кронин полностью пропустил сезон 2018. 1 марта 2019 года «Миннесота Юнайтед» выкупила контракт Кронина для расторжения.
15 сентября 2019 года Сэм Кронин официально объявил о завершении футбольной карьеры.

## Международная карьера
В 2009 году Кронин попал в заявку на участие в розыгрыше Золотого кубка КОНКАКАФ. 12 июля в матче против сборной Гаити он дебютировал за сборную США. Сэм также принял участие в поединке против команды Мексики и помог национальной сборной завоевать серебряные медали.

## Достижения
Командные
 «Торонто»
- Победитель первенства Канады — 2009, 2010

 «Сан-Хосе Эртквейкс»
- Обладатель Supporters’ Shield — 2012

Международные
 США
- Золотой кубок КОНКАКАФ — 2009